# Luigi Monti (aviatore)
Luigi Monti (Sansepolcro, 4 luglio 1911 – Sansepolcro, 13 giugno 1980) è stato un aviatore italiano.
Pilota di grande esperienza della Regia Aeronautica, prese parte alla guerra di Spagna e alla Seconda guerra mondiale, venendo decorato con 4 Medaglie d’argento, una di bronzo al valor militare, e con la Croce al merito di guerra.

## Biografia

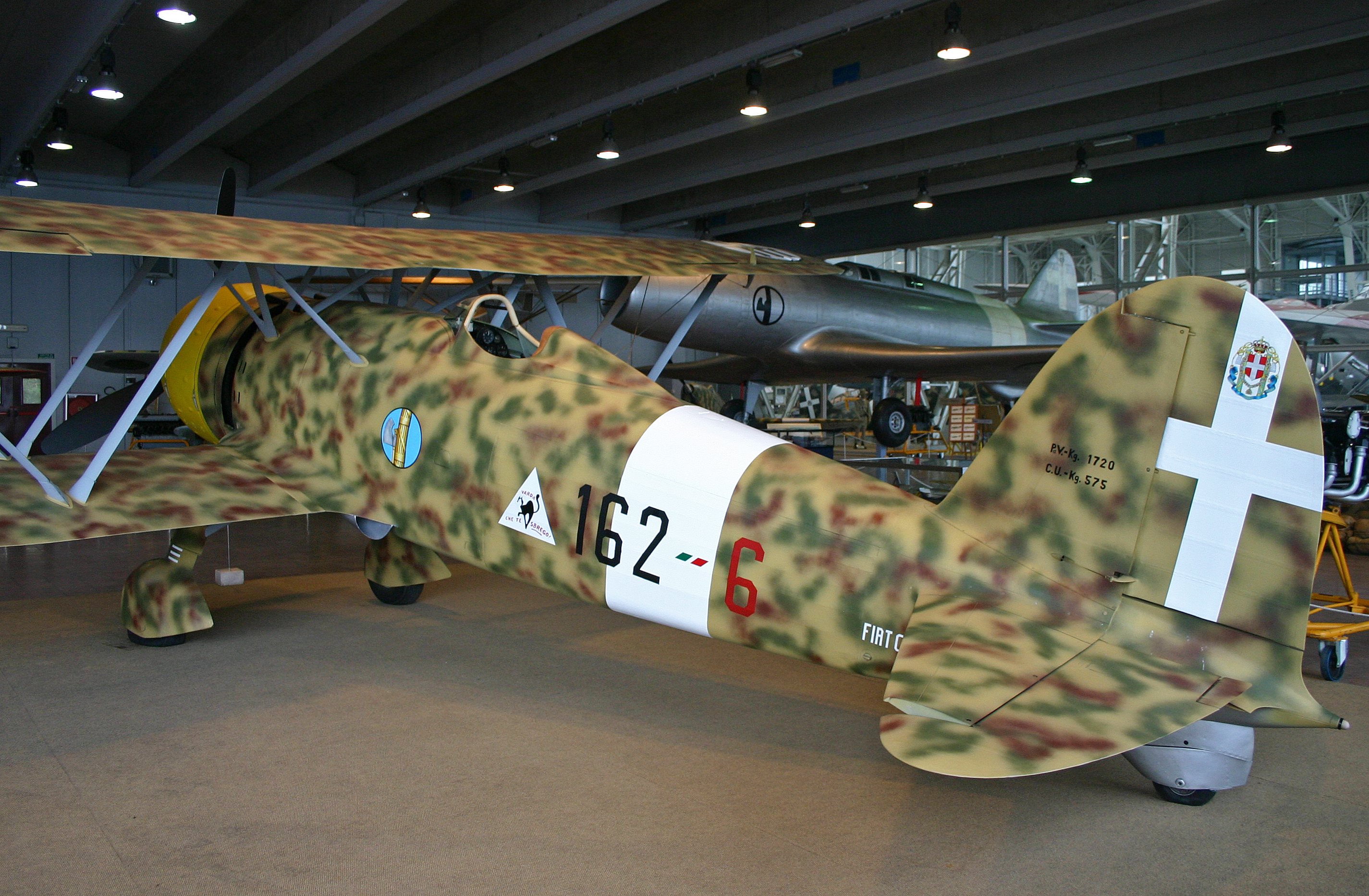
Caccia Fiat C.R.42 Falco esposto al Museo dell'Aeronautica di Vigna di Valle.

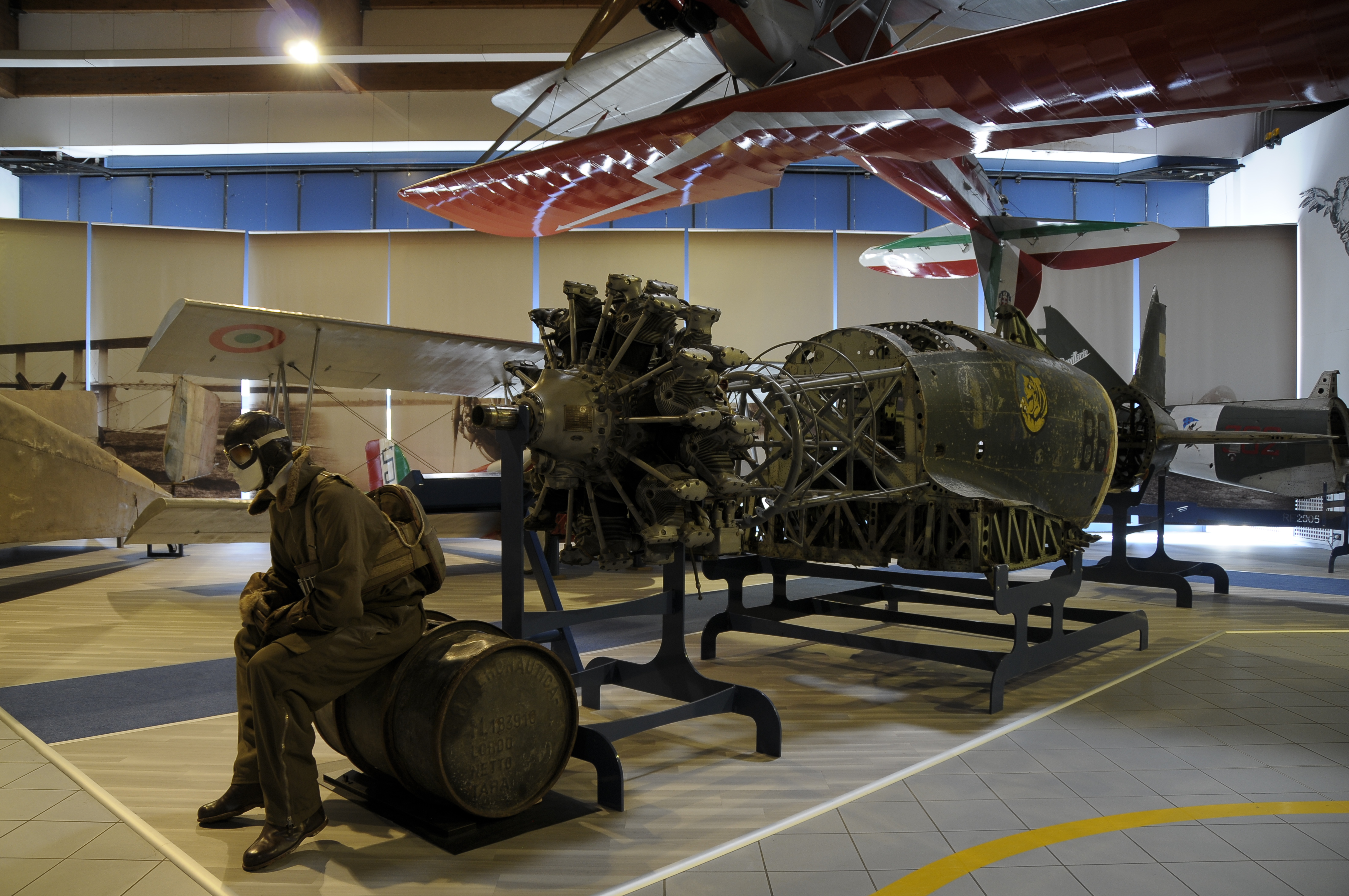
Relitto di un aereo da caccia Aermacchi C.200 Saetta esposto al Museo dell'aeronautica Gianni Caproni di Trento.

Nacque a Sansepolcro il 4 luglio 1911, figlio di Bernardo e Olga Mangoni. Dopo aver compiuto studi liceali a Firenze, si arruolò nella Regia Aeronautica per il servizio di leva, divenendo ufficiale di complemento. Nel 1933 fu assegnato alla Scuola di volo di Sesto San Giovanni dove ottenne il brevetto di pilota d’aviazione su velivolo Breda Ba.25bis, e quello di pilota militare su velivolo Ansaldo A.300/6. Entrato in servizio presso il 1º Stormo Caccia Terrestre di stanza a Udine, dove rimase fino al congedo avvenuto per la ripresa degli studi universitari. Nel 1935 fu richiamato in servizio attivo presso la 365ª Squadriglia B.T., destinata a prestare servizio in Africa Orientale Italiana durante la Guerra d'Etiopia, ma dietro intercessione del maggiore Raul Moore il 29 aprile 1936 fu assegnato alla 90ª Squadriglia del 4º Stormo Caccia Terrestre. Il 26 settembre dello stesso anno entrò in servizio permanente effettivo con il grado di sottotenente, partendo per combattere in Spagna in forza alla 24ª Squadriglia, XVI Gruppo Caccia, dell’Aviazione Legionaria, equipaggiata con i caccia Fiat C.R.32, reclamando cinque vittorie durante la sua permanenza in quel teatro operativo, e venendo decorato con due Medaglie d'argento al valor militare. 

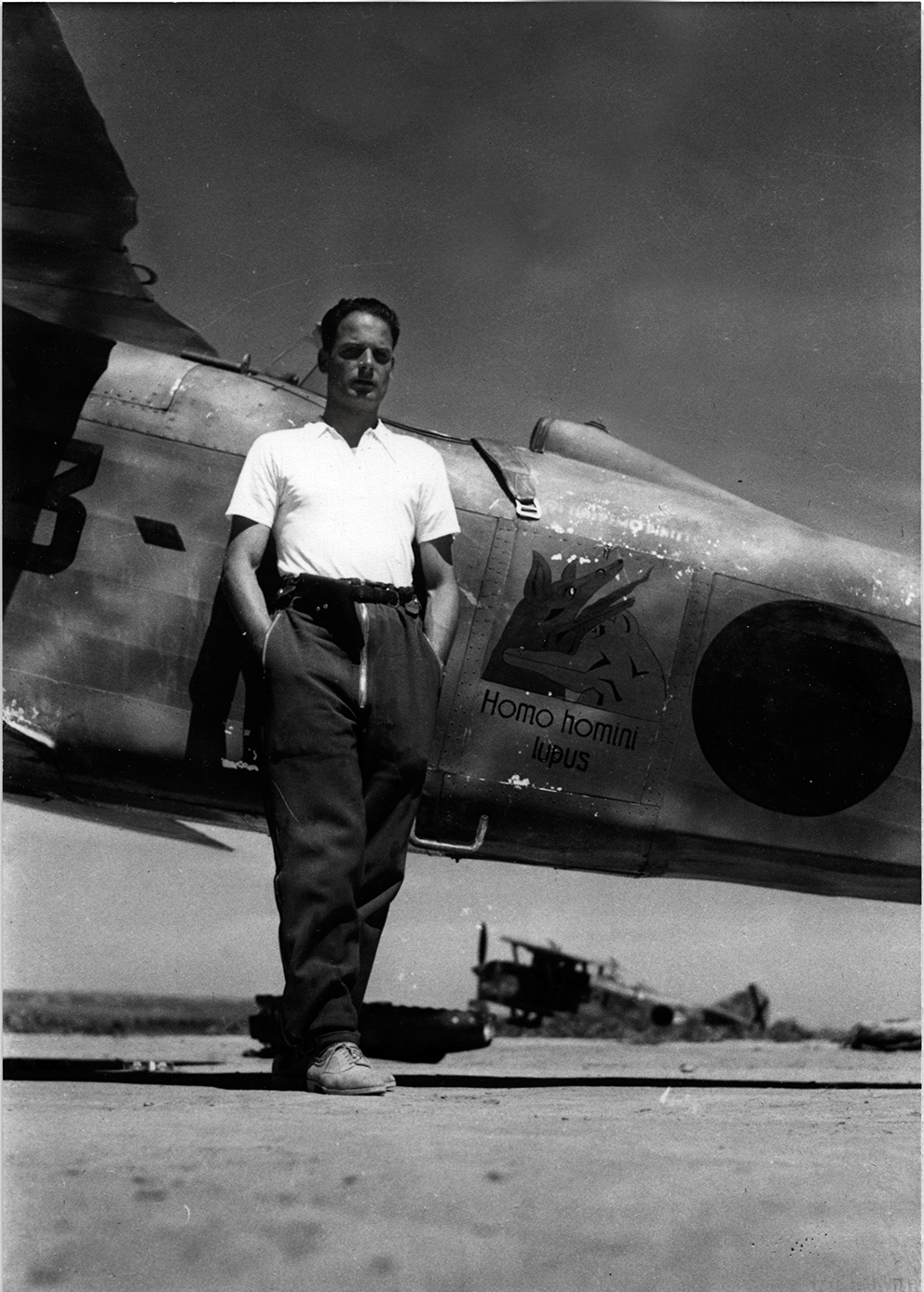
Luigi Monti in Spagna, ritratto davanti a un caccia Fiat CR.32 dell'Aviazione Legionaria.

Dopo una lunga degenza nell'ospedale di Saragozza per ustioni in varie parti del corpo a seguito di abbattimento (sett. 1937) nel cielo di Zuera a causa di una cannonata nazionalista salvo dopo lancio col paracadute, il 15 maggio 1939 fu assegnato alla 84ª Squadriglia, 10º Gruppo,  4º Stormo Caccia terrestre, e venne promosso capitano il 12 febbraio 1940. All’atto dell’entrata in guerra dell'Italia, il 10 giugno 1940, due giorni dopo l’intero 10º Gruppo (84ª, 90ª e 91ª Squadriglia),  partì da Gorizia per l’Africa settentrionale italiana al comando del tenente colonnello Armando Piragino, atterrando sul campo d’aviazione di Tobruk T2  con una forza di 27 caccia Fiat C.R.42 Falco. Durante il ciclo operativo in A.S.I. fu decorato con la terza Medaglia d’argento al valor militare, e nel gennaio 1941 il 10º Gruppo rientrò in Italia per essere riequipaggiato con i monoplani Aermacchi C.200 Saetta, operando poi dall’aeroporto di Ronchi dei Legionari, contro la Jugoslavia  nell’aprile dello stesso anno.  Il 16 giugno 1941, al seguito del 10º Gruppo, si trasferì in Sicilia per l’inizio delle operazioni contro l’isola di Malta, assumendo il 4 settembre, il temporaneo comando del 10º Gruppo in sostituzione del maggiore Carlo Romagnoli. Ceduto il comando al maggiore Edoardo Travaglini, lo riassunse brevemente dal 27 settembre al 19 ottobre. Decorato con la quarta Medaglia d'argento al valor militare, il 30 ottobre 1941 lasciò il comando della 84ª Squadriglia al capitano Franco Lucchini, e si trasferì a Gorizia, per dirigere i corsi della locale Scuola caccia, allora al comando del colonnello Ernesto Botto.
Dopo la firma dell’armistizio dell’8 settembre 1943 rimase fedele al governo, e il 9 gennaio 1944 assunse il comando dell’intero 4º Stormo. Nel giugno dello stesso anno fu mandato in missione speciale nei territori della Repubblica Sociale Italiana al fine di incontrare Botto, allora Sottosegretario di stato all’aeronautica. Nella notte tra il 13 e il 14 giugno si lanciò con il paracadute da un bombardiere inglese Handley Page Halifax, appartenente al No.1 Special Forces, sulla pianura del veronese, attraversando fortunosamente la Lombardia per raggiungere Torino dove incontrò Botto, il quale già dal mese di marzo era stato rimpiazzato dal generale Arrigo Tessari nella carica di sottosegretario. Tramite l’interessamento di Botto e la mediazione del tenente Paolo Berti , già all'84a sq., poté informare il maggiore Adriano Visconti al fine di convincerlo a disertare e a raggiungere il sud, ma Visconti si rifiutò di tradire i propri uomini, ed egli, conscio di avere attirato le attenzioni dei tedeschi e dei repubblichini, lasciò Torino per raggiungere Gorizia, dove ebbe contatti, senza alcun successo, con gli uomini del reparto aerosiluranti. Ritornò nel sud Italia nel mese di aprile 1945, venendo elogiato sia dal comando della Regia Aeronautica che da quello degli alleati e decorato con una Medaglia di bronzo al valor militare.
Al termine del conflitto gli erano state accreditate 8 vittorie, e risultava decorato con 4 Medaglie d’argento e una di bronzo al valor militare, e con la Croce al merito di guerra. Congedatosi con il grado di maggiore, ritornò alla vita civile dedicandosi all’agricoltura a Sansepolcro, ma rimase nel mondo dell’aviazione seguendo la ricostruzione dell’Aero Club di Arezzo nel quale lavorò come istruttore, e ne ricoprì la carica di presidente. Si spense a Sansepolcro il 13 giugno 1980.

### Annotazioni
1. ↑  Terzogenito di cinque figli, le altre erano tutte sorelle (Genny, Laura, Faustina e Luisa), nacque all’interno di una agiata famiglia appartenente alla borghesia agraria.

### Fonti
1. 1 2  Monti 2017, p. 58.
2. 1 2 3 4 5 6  Monti 2017, p. 59.
3. ↑  Ufficio Storico Stato Maggiore dell'Aeronautica 1977, p. 5.
4. 1 2 3 4 5  Ufficio Storico Stato Maggiore dell'Aeronautica 1977, p. 31.
5. 1 2  Dunning 1988, p. 24.
6. 1 2 3  Ufficio Storico Stato Maggiore dell'Aeronautica 1977, p. 32.
7. 1 2 3 4 5  Ufficio Storico Stato Maggiore dell'Aeronautica 1977, p. 33.
8. ↑  Dunning 1988, p. 25.
9. 1 2 3 4 5 6 7 8  Bernardo Monti, Luigi M. Monti, Sono un aviatore non un criminale: ricordo del Cap. pilota Luigi Monti, Associazione Culturale 4º Stormo, Gorizia, 2010.
10. 1 2  Ufficio Storico Stato Maggiore dell'Aeronautica 1977, p. 37.
11. ↑  Bollettino Ufficiale 1940, disp.52, registrato alla Corte dei conti il 21 ottobre 1942, registro n.9 Aeronautica, foglio n.244.
12. ↑  Bollettino Ufficiale 1942, disp.44, registrato alla Corte dei conti il 12 gennaio 1943, registro n.14 Aeronautica, foglio n.137.